# Kentarō Kai
Kentarō Kai (japanisch 甲斐 健太郎 Kai Kentarō; * 1. November 1994 in Osaka) ist ein japanischer Fußballspieler.

## Karriere
Kai erlernte das Fußballspielen in der Schulmannschaft der Rissho University Shonan High School und der Universitätsmannschaft der Hannan-Universität. Die Saison 2016 wurde er von der Universität an den FC Gifu. ausgeliehen. Der Verein aus Gifu, einer Großstadt in der Präfektur Gifu auf Honshū, der Hauptinsel von Japan, spielte in der zweiten japanischen Liga, der J2 League. Nach Ende der Ausleihe wurde er von Gifu im Februar 2017 fest unter Vertrag genommen. 2018 wurde er an den Drittligisten Gainare Tottori ausgeliehen. Für den Verein, der in der Präfektur Tottori beheimatet ist, absolvierte er 32 Drittligaspiele. 2019 kehrte er zu FC Gifu zurück. Am Ende der Saison 2019 stieg er mit Gifu in die dritte Liga ab. Für Gifu absolvierte er insgesamt 95 Ligaspiele. Im  Januar 2022 wechselte er nach Morioka zum Zweitligaaufsteiger Iwate Grulla Morioka. Am Ende der Saison 2022 belegte er mit Iwate Grulla Morioka den letzten Tabellenplatz und musste in die dritte Liga absteigen.